# HD 43319
HD 43319，又名BD-04 1431，SAO 133027、HR 2234，是一颗恒星，视星等为5.99，位于銀經213.24，銀緯-10.23，其B1900.0坐标为赤經6h 10m 33.6s，赤緯-4° -10.23′ 56″。